# Wünschendorf (Dürrröhrsdorf-Dittersbach)
Wünschendorf ist ein Ortsteil der sächsischen Gemeinde Dürrröhrsdorf-Dittersbach, die zum Landkreis Sächsische Schweiz-Osterzgebirge gehört. Der Ort liegt östlich des Triebenbergs. Er wurde 1350 erstmals als „das Windische dorf“ erwähnt und gehört seit 1994 zu Dürrröhrsdorf-Dittersbach.

## Geographie
Wünschendorf ist etwa 3,5 Kilometer südwestlich von Dürrröhrsdorf und Dittersbach auf 246 m ü. NHN gelegen und befindet sich dabei rund sieben Kilometer nördlich der Kreisstadt Pirna. Das Zentrum der Landeshauptstadt Dresden befindet sich etwa 15 Kilometer in westlicher Richtung. Der Ort befindet sich am Rand der Sächsischen Schweiz, die sich als Teil des Elbsandsteingebirges bis an die tschechische Grenze erstreckt. Neben dem Triebenberg (384 Meter) ist Wünschendorf auch noch vom 294 Meter hohen Doberberg im Südwesten und vom 313 Meter hohen Kohlberg im Nordosten umgeben. Nach beiden Gipfeln, die sich vollständig auf Wünschendorfer Flur befinden, ist im Ort eine Straße benannt. Nordwestlich des Ortskerns entspringt der Bach Klemnitz in einem kleinen bewaldeten Abschnitt zwischen zwei Feldern (⊙). Anschließend fließt er direkt durch Wünschendorf hinunter nach Liebethal und mündet dort in die Wesenitz. Dieser Fluss entwässert dann bei Pratzschwitz (zu Pirna) in die Elbe.
Verkehrlich wird Wünschendorf über die Staatsstraße 177 erschlossen. Sie bildet die Ostumfahrung Dresdens und hat in Pirna Anschluss an die Bundesstraßen 172 und 172a. Über letztere besteht an der Anschlussstelle Pirna eine Verknüpfung mit der Bundesautobahn 17 (Dresden–Prag). In der anderen Richtung führt sie bis an die Bundesstraße 6 und weiter bis nach Radeberg an die Bundesautobahn 4 (Dresden–Görlitz). Als Dresdens Ostumfahrung ist die Verkehrsbedeutung und -belastung entsprechend hoch, weshalb sich eine Ortsumfahrung Wünschendorfs im Bau befindet. Nördlich von Pirna wurde die S 177 angebaut, südlich von Wünschendorf entsteht im Zuge der Arbeiten ein höhenfreier Anschluss.[veraltet] Von der Staatsstraße zweigt im Ort die Kreisstraße 8704 nach Dürrröhrsdorf-Dittersbach ab.
Wünschendorf umgibt eine eigene, 4,4 km² große Gemarkung, die im Nordosten an die Gemarkung Dittersbach grenzt. Im Osten sind Elbersdorf und Porschendorf benachbart. Im Südosten grenzt der Pirnaer Stadtteil Liebethal an, im Südwesten hat die Gemarkung Wünschendorf eine gemeinsame Grenze mit Bonnewitz, das ebenfalls zu Pirna gehört. Westlich und nordwestlich Wünschendorfs befindet sich Eschdorf, ein Ortsteil Dresdens.

## Geschichte
| Jahr             | Einwohner |
| ---------------- | --------- |
| 1834             | 269       |
| 1871             | 303       |
| 1890             | 336       |
| 1910             | 353       |
| 1925             | 400       |
| 1933             | 394       |
| 1939             | 393       |
| 1946             | 480       |
| 1950             | 500       |
| 1964             | 480       |
| 1990             | 333       |
| 1993             | 332       |
| → D.-Dittersbach |           |

Wünschendorf wurde wohl um 1200 von Bauern angelegt. Die erste Überlieferung des Ortes datiert erst 150 Jahre später. Im Lehnbuch des meißnischen Markgrafen Friedrichs des Strengen wird das Dorf als das Windische dorf bezeichnet. Im Jahr 1365 waren die Namensvarianten Windisdorf und Willesdorff gebräuchlich, 1384 nannte man den Ort Wyndischendorf. Für das Jahr 1417 ist der Ortsname Winschindorff überliefert, im Jahr 1515 wurde Winschendorff genannt. Im Jahr 1547 war dann Wünschendorff gebräuchlich, später auch Wunczschendorf.
In der Frühen Neuzeit wurde Wünschendorf von Dresden aus verwaltet. So gehörte der Ort im 14. Jahrhundert zum districtus Dresden. im 16. Jahrhundert unterstand das Dorf dem Amt Lohmen. Am Ende des 17. Jahrhunderts war Wünschendorf dann zum (zeitweise rechtselbischen) Amt Dresden gehörig. Im Jahr 1856 änderte sich die Verwaltungszugehörigkeit, sie ging auf das Gerichtsamt Schönfeld über, ab 1875 wurde Wünschendorf dann von der Amtshauptmannschaft Pirna aus verwaltet. Bevor Wünschendorf 1838 durch die Sächsische Landgemeindeordnung Eigenständigkeit als Landgemeinde erhielt, war der Ort durch das Lehnswesen geprägt. Der sächsische Fürst übte 1547 die Grundherrschaft über 24 besessene Mann und 27 Inwohner aus, die 23 Hufen Land bewirtschafteten. Ab dem 17. Jahrhundert waren die Herren zu Schönfeld Grundbesitzer. Nach dem Ende des Siebenjährigen Krieges (1756–1763) war das Schönfelder Rittergut Grundherr für 19 besessene Mann, zehn Gärtner und sechs Häusler auf 18 1⁄4 Hufen zu je 18–20 Scheffel.
Ein Adressbuch aus dem Jahr 1891 führt Wünschendorf betreffend 56 Einträge, darunter einige Haus- und Gutsbesitzer und mehrere Handwerker. Zudem lebten der Lehrer P. E. Wenzel und der Friedensrichter G. A. Rossing im Dorf. Im Jahr 1900 erstreckte sich um das platzartige Reihendorf Wünschendorf eine 411 Hektar große gewannähnliche Waldhufen-, Block- und Streifenflur, die von der Bevölkerung des Dorfes landwirtschaftlich genutzt wurde. Am 27. Juli 1908 kam es zur Eröffnung der Bahnstrecke Dürrröhrsdorf–Weißig, in Wünschendorf war eine Haltestelle eingerichtet worden. Die Einwohnerzahl stieg in knapp 70 Jahren von 269 im Jahr 1834 auf 353 im Jahr 1910. Mitte der 1920er Jahre lebten 400 Menschen in Wünschendorf, von denen 389 der evangelisch-lutherischen Kirchgemeinde in Eschdorf angehörten. Die anderen acht Personen waren katholisch. Schon im 16. Jahrhundert war der Ort in die Eschdorfer Kirche gepfarrt und gehört auch heute noch zum dortigen Kirchspiel.
Die inzwischen Landkreis genannte Amtshauptmannschaft Pirna kam nach dem Zweiten Weltkrieg in die Sowjetische Besatzungszone und 1949 zur DDR. Aufgrund von nach dem Krieg bestehender Materialknappheit der Deutschen Reichsbahn auf wichtigeren Strecken wurde die Bahnstrecke nach Weißig ab 1951 abgebaut, der letzte Zug verkehrte am 23. April 1951. Die seit 1875 bestehende Zugehörigkeit zu Pirna blieb auch nach der Gebietsreform 1952 erhalten, die Wünschendorf als selbstständige Gemeinde dem Kreis Pirna im Bezirk Dresden zuordnete. Das bäuerliche Leben im Ort wurde nun nach dem Prinzip der Landwirtschaft in der DDR ausgerichtet.
Nach der Deutschen Wiedervereinigung kam Wünschendorf zum wiedergegründeten Freistaat Sachsen. Da die Gemeinde mit ihren knapp 330 Einwohnern zu klein war, um weiterhin eigenständig bleiben zu können, wurde sie mit Wirkung zum 1. Januar 1994 nach Dürrröhrsdorf-Dittersbach im Landkreis Sebnitz eingemeindet. Als Ortsteil dieser Gemeinde bildet Wünschendorf eine Ortschaft mit vierköpfigem Ortschaftsrat. Die folgenden Gebietsreformen in Sachsen ordneten Dürrröhrsdorf-Dittersbach 1994 dem Landkreis Sächsische Schweiz und 2008 dem Landkreis Sächsische Schweiz-Osterzgebirge zu.

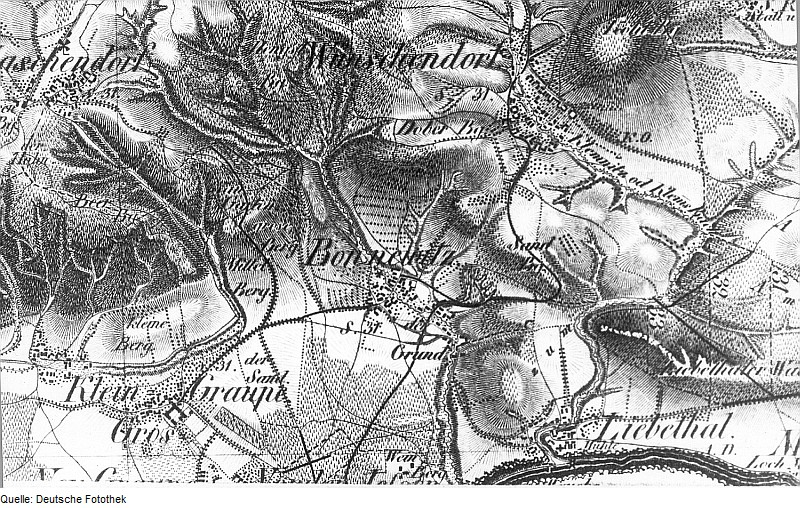
Wünschendorf (oben) auf einer historischen Karte von 1821/22
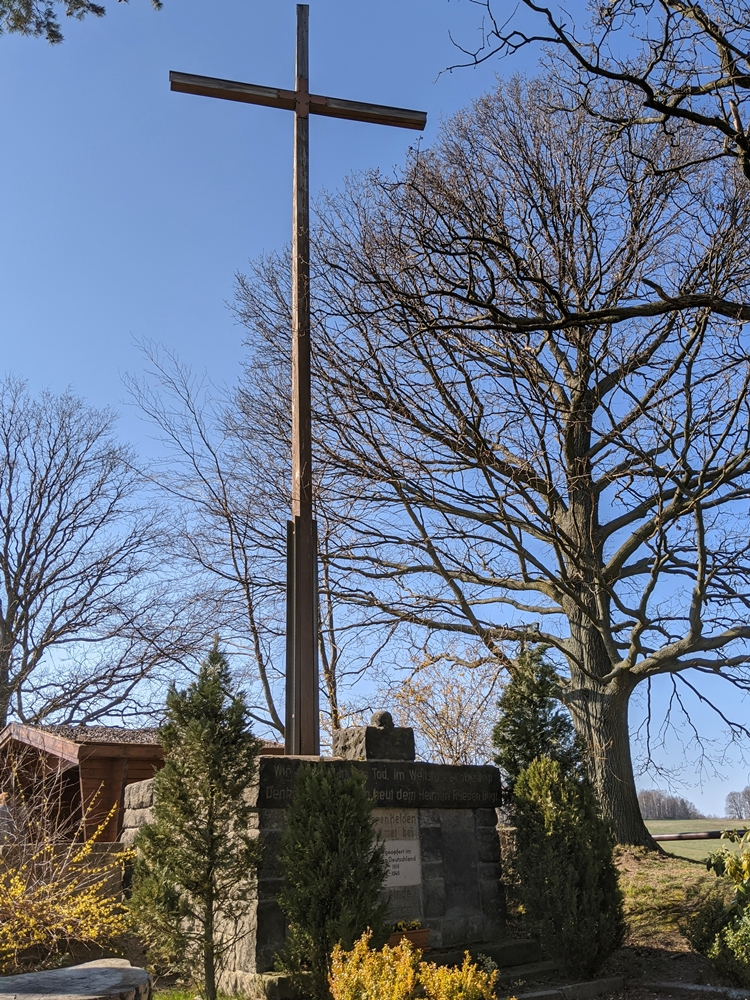
Weltkriegsdenkmal auf dem Doberberg
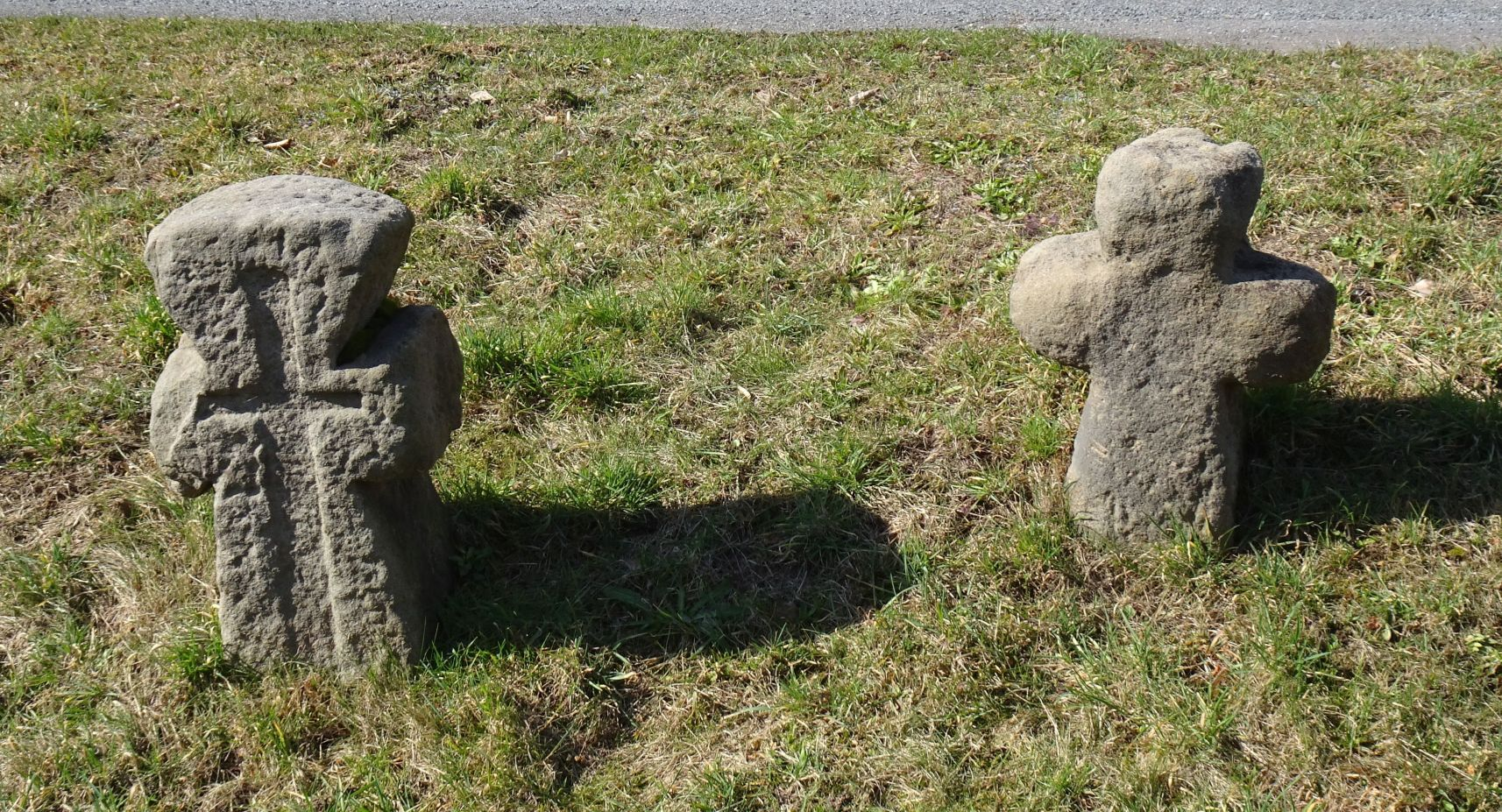
Historische Steinkreuze im Ortskern
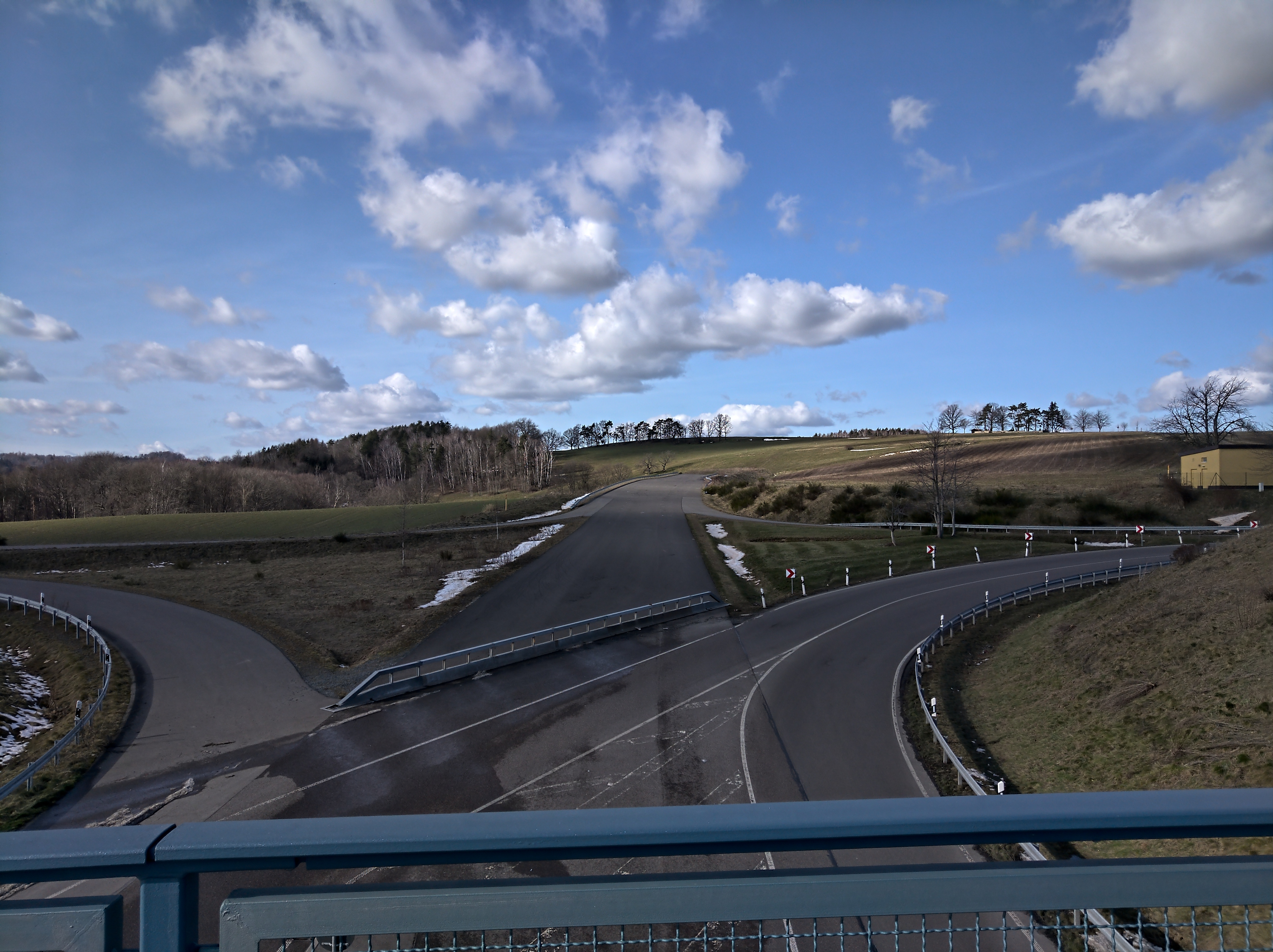
Ausbauende der S177 südlich von Wünschendorf (Stand Februar 2021)